# Аргон-16
Аргон-16 — бортовий комп'ютер. Використовувався в космічній промисловості. Розроблений Науково-дослідним центром електронної обчислювальної техніки (з 1986 р. — НДІ «Аргон») в 1973 році. Випускався Московським заводом САМ ім. В. Д. Калмикова з 1974 року. Виготовлено 380 зразків.
«Аргон-16» являє собою тройований синхронний обчислювальний комплекс з відновлюваними мажоритарними органами з вибіркою 2 з 3. Мажоритування поблочне, восьмирівневе. Зв'язки обчислювальних машин з абонентами троюються або дублюються. Комплекс складається з трьох обчислювальних машин з каналами обміну і набору пристроїв сполучення з системою управління. Система команд спеціалізована для вирішення завдань управління.

## Принцип роботи
Операції введення-виведення поєднані з процесом обчислень.
Підключення абонентів, зовнішніх запам'ятовуючих пристроїв і периферійного обладнання проводиться за допомогою стандартного інтерфейсу.
Ручне керування комплексом і режим діалогу з космонавтом в умовах польоту здійснюються за допомогою блоку ручного введення-виведення інформації.

## Конструктивне виконання
Елементна база — інтегральні мікросхеми серій 106, 115, 134 і інтегральні блоки резисторів і конденсаторів.
Комплекс виконаний у вигляді блоку обчислень та обміну, блоку оперативної пам'яті, трьох блоків постійної пам'яті і блоку пристрою сполучення з об'єктом. Блоки механічно закріплені на рамі, електричні зв'язки між ними здійснюються джгутами. Плати блоків зібрані в пакет кніжной конструкції і пов'язані між собою монолітним гумовим «корінцем» з гнучкими проводами.
Оперативна пам'ять на феритових осердях (інформація зберігається при вимиканні живлення).
Використовує типові багатошарові друковані плати пошарового нарощування і поверхневий монтаж мікросхем.
Охолодження здійснюється шляхом примусової вентиляції.

## Програмне забезпечення
- Набір стандартних програм.
- Спеціальні підпрограми.
- Автоматизована система програмування на базі ЕОМ М-222, що включає автокод з транслятором.
- Автоматизована система налагодження програм на базі ЕОМ М-222.
- Програми тестового контролю.

## Технічні характеристики
- Представлення чисел: з фіксованою комою
- Розрядність чисел: 16 біт (слово) 32 біт (подвійне слово)
- Розрядність команд: 16 біт
- Кількість команд: 32
- Час виконання операцій: додавання — 5 мкс; множення — 45 мкс
- Обсяг оперативної пам'яті 3х2 Кбайт
- Обсяг постійної пам'яті: 3х16 Кбайт
- Система переривань: одного рівня від 16 джерел з динамічним встановленням пріоритету
- Кількість мультиплексних каналів введення-виведення: 1х3
- Швидкість обміну: до 80 Кбайт / с

## Складові частини
Склад пристроїв введення-виведення:
- Аналого-цифровий перетворювач
- Цифро-аналоговий перетворювач
- Перетворювач код-інтервал
- Перетворювач код-імпульс
- Блок релейних сигналів (72 входу, 65 виходів)
- Блок прийому та передачі послідовного коду
- Блок сполучення з НМЛ
- Блок сполучення з пристроєм друку

## Експлуатаційні характеристики
- Групи експлуатації: 5.2 та 5.4 за ГОСТ В20.36.304, 305, 306
- Діапазон робочих температур: від 0 до 40 ° С
- Об'єм: 145 куб.дм
- Маса: 70 кг
- Споживана потужність: 280 Вт
- Напрацювання на відмову: 10 тис. годин

## Використання
Використовувався в космічних кораблях серії Союз T, Союз TМ, Союз TМА. Крім того застосовувся в системах керування космічних кораблів, «Прогрес», і орбітальних станцій «Салют», «Мир», «Алмаз». Вирізняється винятково високою надійністю, досягнутою завдяки схемно-технічним (тройовано-синхронна структура з апаратними засобами мажоритування), конструктивно-технологічним (друковані плати пошарового нарощування) та організаційно-виробничим рішенням.
За 25 років експлуатації не було виявлено жодної відмови комплексу в складі системи керування. За обсягом випуску не має рівних серед машин космічного застосування.